# Torxa de querosè

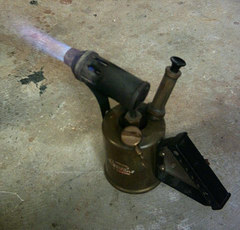
Una antiga torxa de querosè

Una torxa de querosè o torxa de petroli era un instrument per aplicar una flama amb calor difosa, de menys intensitat que la de la torxa d'oxiacetilè, per a diverses aplicacions. La versió americana no emprava querosè sinó benzina, i era sovint perillosa.
El combustible havia de ser pressuritzat amb una xeringa o una bomba. Avui en dia l'han tret fora d'ús, els recipients de gas a pressió, ja que, amb una gran varietat de formes més pràctiques, han obviat la necessitat de la bomba integrada.
Tècnicament, una "torxa de querosè" crema un combustible líquid convertit en un núvol de partícules amb un vaporitzador, després d'haver pressuritzat el dipòsit amb la manxa incorporada a la base.

## Història

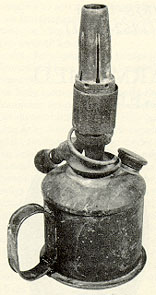
Torxa de querosè primitiva

La primera patent coneguda de la "torxa de petroli" és de França i data del 7 de gener de 1791.
Una altra de les primeres patents de bufador ve dels EUA i és del 13 de maig de 1856.
El 1882, una tècnica molt innovadora de vaporització sota pressió va ser desenvolupada per CR Nyberg a Suècia i un any després, va començar la producció de la làmpada de pressió de Nyberg que va ser ràpidament copiada o fabricada amb llicència per molts altres fabricants de diversos països.
La torxa americana va ser desenvolupada a partir làmpada de pressió de Nyberg amb una base de cremat distintiu i s'alimentava amb gasolina, mentre que les versions europees utilitzaven querosè, per raons de seguretat i un cost econòmic més barat.
Després de la Guerra de Corea a la dècada de 1950, es van introduir molts canvis a la indústria mundial de torxes i a la dècada de 1970 la majoria dels fabricants dels vells tipus de torxa, que utilitzaven gasolina o querosè com a combustible, havien desaparegut. Queden diversos fabricants que fan làmpades de soldar de llautó "d'època" en països com Índia, Xina i Corea del Nord per als mercats on el gas propà és massa difícil d'obtenir per raons de distribució o massa car per a ser viable.

## Aplicacions
El bufador s'usa comunament quan cal una flama nua d'alta temperatura però és necessària una calor difosa i estesa, però no tan calenta com la que requereixen aplicacions de soldadura d'alta temperatura: soldadura, d'ablaniment per a l'eliminació de la pintura, o el preescalfament de grans superfícies abans de la Soldadura, o en reparacions.
També és comú per a l'ús en el control de males herbes per mètodes de cremat controlat, per fondre neu i Gel de paviments a l'entrada de les cases en les zones de clima fred, especialment en els EUA i el Canadà. Els equips de reparació viària poden utilitzar un bufador per escalfar l'asfalt per a la reparació de les esquerdes en el manteniment preventiu.

## Tipus i variants de cremadors
En la indústria i el comerç el cremador es defineix pel tipus de combustible que consumeix.
- Gas:
  - Gas propà, vegeu torxa de propà
  - Gas butà
  - Torxa d'oxiacetilè
  - Gas liquat de petroli (GLP) amb l'aire atmosfèric emprant un cilindre de gas liquat de petroli intercanviable Exemple en aquest enllaç.
- Líquid, amb ambient aire atmosfèric després de vaporitzat utilitzant un tub en espiral que passa per la flama. Els costa temps per començar a cremar, ja que necessiten preescalfament amb la combustió d'alcohol metílic:
  - Querosè del tipus C.R. Nyberg de Suècia patent de 1882: una senzilla torxa utilitzant líquids combustibles vaporitzats sota pressió (com el querosè (EUA) / oli de parafina (Regne Unit).
  - Diesel
  - Biodièsel

En tots dos tipus el dipòsit de combustible sovint és petit i serveix també com a mànec (totalment o parcialment), i generalment per omplir el dipòsit es canvia el tanc de combustible que conté el gas liquat.
En les formes amb combustible gasós de vegades s'alimenta a partir d'un cilindre de gas liquat de petroli a través d'una mànega: Exemple en aquest enllaç.

## Variants
Una pistola de flama és un tipus gran de bufador amb un dipòsit de combustible incorporat, s'utilitza per a diverses finalitats: per processos de cremat controlat, control de males herbes, per a fondre la neu i el gel en els camins de vianants a l'hivern, per a fer contrafocs en un incendi, etc. En emprar aquest terme de vegades se sol confondre amb un llançaflames.

## Temes relacionats
- Làmpada de querosè
- Fogó de querosè
- Llanterna Coleman
- Estufa de querosè